# Backscatter

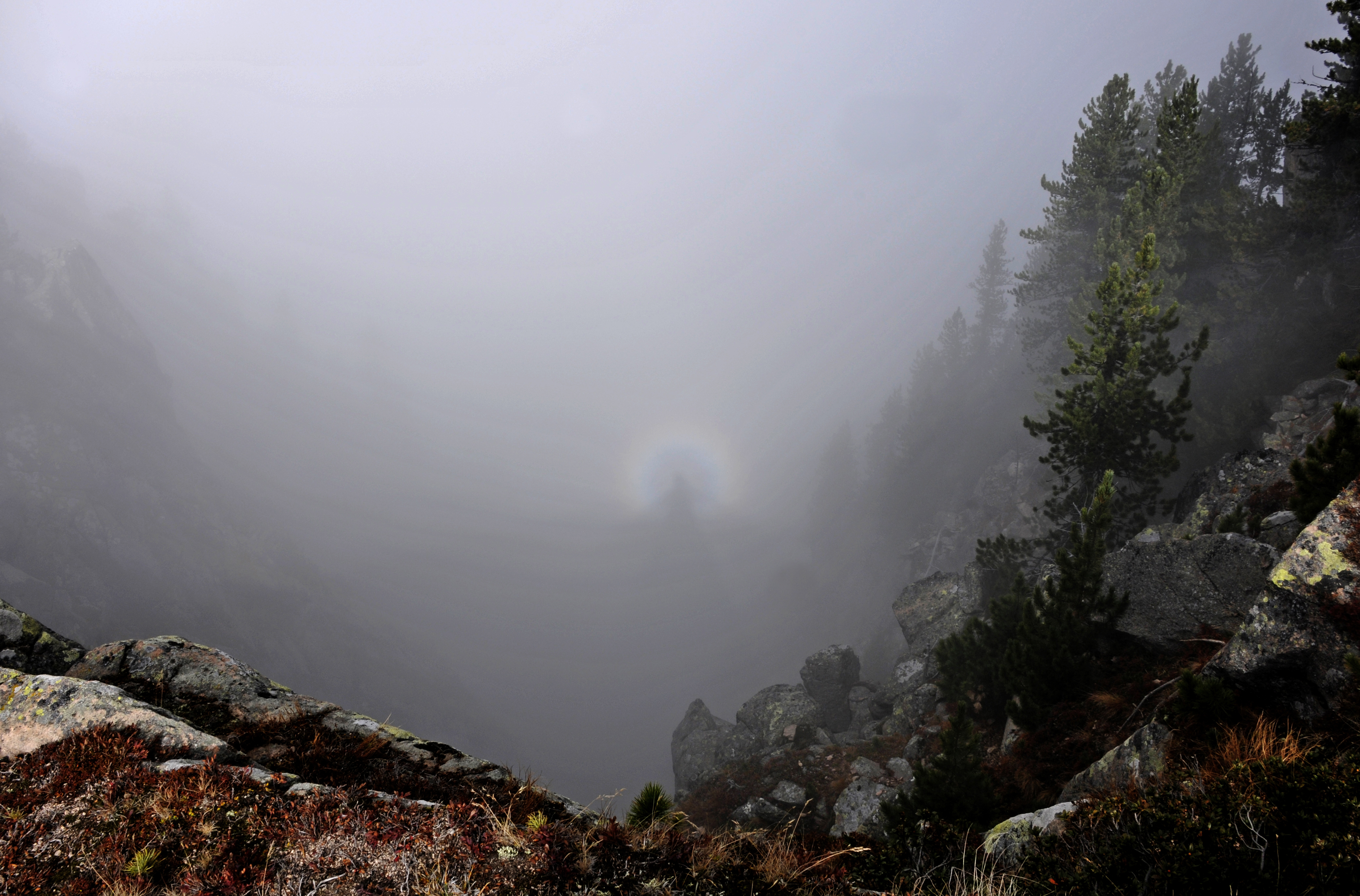
Backscatter in fotografia

In fisica con il termine anglosassone backscatter o backscattering (in italiano retrodiffusione o radiazione di ritorno) s'intende la diffusione all'indietro, ossia la riflessione, di materia, energia raggiante, onde, particelle o segnali che tornano indietro nella stessa direzione da cui essi provengono, ma in senso opposto, ossia con un angolo di diffusione di 180º. È riflessione diffusa, distinta da quella speculare. Il concetto ha importanti applicazioni in astronomia e in diversi campi della fisica, come pure in fotografia e in ecografia. Il termine ha un utilizzo anche nell'ambito della posta elettronica, nel quale indica la ricezione, talvolta massiva, di messaggi "di rimbalzo" a seguito di eventi connessi all'invio di spam.

## Backscattering di onde nello spazio fisico
Il backscattering si può verificare in situazioni fisiche abbastanza differenti. Le onde in arrivo o particelle sono deviate dalla loro originale direzione da differenti meccanismi:
- riflessione diffusa da grandi particelle (scattering di Mie), che causa l'enrosadira e il gegenschein e appare nel radar meteorologico;
- collisione anelastica fra le onde elettromagnetiche e il mezzo di trasmissione (scattering di Brillouin e scattering di Raman, importante nelle fibre ottiche, vedi sotto;
- collisione elastica fra ioni accelerati e un campione (backscattering di Rutherford);
- diffrazione di Bragg dai cristalli, utilizzata negli esperimenti di scattering anelastici (backscattering di neutroni, spettroscopia backscattering a raggi X);
- scattering di Compton, usato nella formazione di immagini (imaging) mediante scansione a retrodiffusione di raggi X.

A volte, lo scattering è più o meno isotropico, vale a dire le particelle in arrivo sono diffuse in modo casuale in varie direzioni, senza nessuna particolare preferenza per lo scattering "di ritorno" (backward). In questi casi, il termine "backscattering" designa semplicemente la posizione del rivelatore scelto per alcune ragioni pratiche:
- nella formazione di immagini a raggi X, backscattering significa esattamente l'opposto della formazione di immagini mediante trasmissione;
- nelle fibre ottiche, la luce può solo propagarsi in avanti o indietro. Lo scattering ipotizzato in avanti di Brillouin o quello di Raman violerebbe la conservazione del momento, perciò lo scattering anelastico nelle fibre ottiche non può nient'altro che essere "retrodiffuso";
- nella spettroscopia anelastica a neutroni o a raggi X, la geometria del backscattering è scelta perché ottimizza la risoluzione d'energia;
- in astronomia, la luce retrodiffusa (backscattered) è quella che viene riflessa con un angolo di fase minore di 90°.

In altri casi, l'intensità dello scattering viene aumentata nella direzione opposta (di ritorno). Ciò può avere diverse ragioni:
- nell'enrosadira, la luce rossa prevale perché la parte blu dello spettro è svuotata dallo scattering di Rayleigh;
- nel gegenschein, l'interferenza costruttiva può giocare un ruolo (ciò necessita di verifica);
  - il sistema di coordinate dell'allineamento di retrodiffusione (Back Scattering Alignment, BSA) si usa spesso nelle applicazioni radar;
  - il sistema di coordinate dell'allineamento di diffusione anteriore (Forward Scattering Alignment, FSA) si usa principalmente nelle applicazioni ottiche.

Le proprietà di backscattering di un bersaglio dipendono dalla lunghezza d'onda e possono dipendere anche dalla polarizzazione. I sistemi dei sensori che usano lunghezze d'onda o polarizzazioni multiple possono così essere utilizzati per desumere informazioni addizionali sulle proprietà del bersaglio.

### Radar, specialmente il radar meteorologico
Il backscattering è il principio dietro i sistemi radar.
Nel radar meteorologico, il backscattering è proporzionale alla 6ª potenza del diametro dell'obiettivo (target) moltiplicato per le sue proprietà riflettenti intrinseche, a condizione che la lunghezza d'onda sia più grande del diametro delle particelle (scattering di Rayleigh). L'acqua è quasi 4 volte più riflettente del ghiaccio, ma le goccioline sono molto più piccole dei fiocchi di neve o dei chicchi di grandine. In questo modo il backscattering dipende da una mescolanza di questi due fattori. Il backscatter più forte viene dalla grandine e dalla grande neve tonda (ghiaccio solido) a causa delle loro dimensioni, ma gli effetti diversi dal Rayleigh (scattering di Mie) possono confondere l'interpretazione. Un altro forte ritorno è ottenuto dalla neve che si scioglie o dall'acquaneve umida, poiché essi combinano la dimensione e la riflettanza dell'acqua. Essi spesso mostrano tassi molto più alti di precipitazione di quanto attualmente succeda in ciò che viene chiamato banda luminosa. La pioggia è un backscatter moderato, più forte con gocce grandi (come quelle di un temporale) e molto più debole con le piccole goccioline (come nebbia o pioviggine). La neve ha un backscatter piuttosto debole. I radar meteorologici a doppia polarizzazione misurano il backscatter in polarizzazioni veritcali e orizzontali per inferire informazioni sulla forma dal rapporto tra i segnali verticali e orizzontali.

## Backscatter nelle guide d'onda
Il metodo del backscattering è impiegato anche in applicazioni delle fibre ottiche per rilevarne difetti ottici. La luce che si propaga attraverso un cavo di fibra ottica gradualmente si attenua a causa dello scattering di Rayleigh. I difetti sono di conseguenza rilevati monitorando la variazione della parte della luce retrodiffusa (backscattered) di Rayleigh. Dato che la luce retrodiffusa si attenua esponenzialmente mentre viaggia lungo il cavo di fibra ottica, la caratteristica dell'attenuazione viene rappresentata in un diagramma in scala logaritmica. Se la pendenza del grafico è notevole, allora la perdita di potenza è alta. Se la pendenza è leggera, di conseguenza la fibra ottica avrà una caratteristica di perdita soddisfacente.
La misurazione della perdita col metodo del backscattering permette misurazioni di un cavo di fibra ottica a un'estremità senza che lo si tagli, perciò può essere convenientemente usato per la costruzione e il mantenimento delle fibre ottiche.

## Backscatter nella fotografia
In fotografia, il termine backscatter si riferisce alla luce proveniente da un flash o stroboscopio riflessa indietro dalle particelle nel campo visivo delle lenti facendo apparire macchioline di luce nella foto. Questo dà origine a quelli che a volte sono definiti artefatti orb. Il backscatter fotografico può risultare dai fiocchi di neve, pioggia o nebbia, o polvere trasportata dall'aria. A causa delle limitazioni nelle dimensioni delle moderne fotocamere compatte e ultracompatte, specialmente le fotocamere digitali, la distanza tra le lenti e il flash incorporato è diminuita, in tal modo riducendo l'angolo di riflessione della luce sulle lenti e aumentando la probabilità di riflessione della luce da particelle normalmente subvisibili. Perciò, l'artefatto orb è comune con le fotografie delle piccole fotocamere digitali o a pellicola.
Il backscatter può essere ridotto compensando la direzione della stroboscopia della foto il più lontano possibile dall'angolo della lente. Questo è fatto normalmente piazzando la sorgente di luce alta e a un lato situando lo stroboscopio su un braccio estensibile dello stesso stroboscopio. Venendo la luce di lato, la luce riflessa è principalmente nella direzione dello stroboscopio invece che della lente della macchina fotografica. È come confrontare una luna piena con una mezza luna. La luna piena accade quando la luna viene illuminata quasi da dietro la terra, creando la riflessione dell'intera superficie di fronte alla Terra. Una mezza luna si ha quando viene illuminata da un lato, riflettendone a metà la dimensione e l'intensità molto minore della luce. Nella fotografia, l'illuminazione laterale rende il backscatter meno pronunciato.
Il backscatter può spesso essere anche rimosso digitalmente dopo che la foto viene scattata tramite un software di photo editing usando filtri digitali o clonazione di aree della foto vicino ai punti di backscatter.